# Kaposszerdahely
Kaposszerdahely is een plaats (község) en gemeente in het Hongaarse comitaat Somogy. Kaposszerdahely telt 994 inwoners (2001).